# Julius Havemann

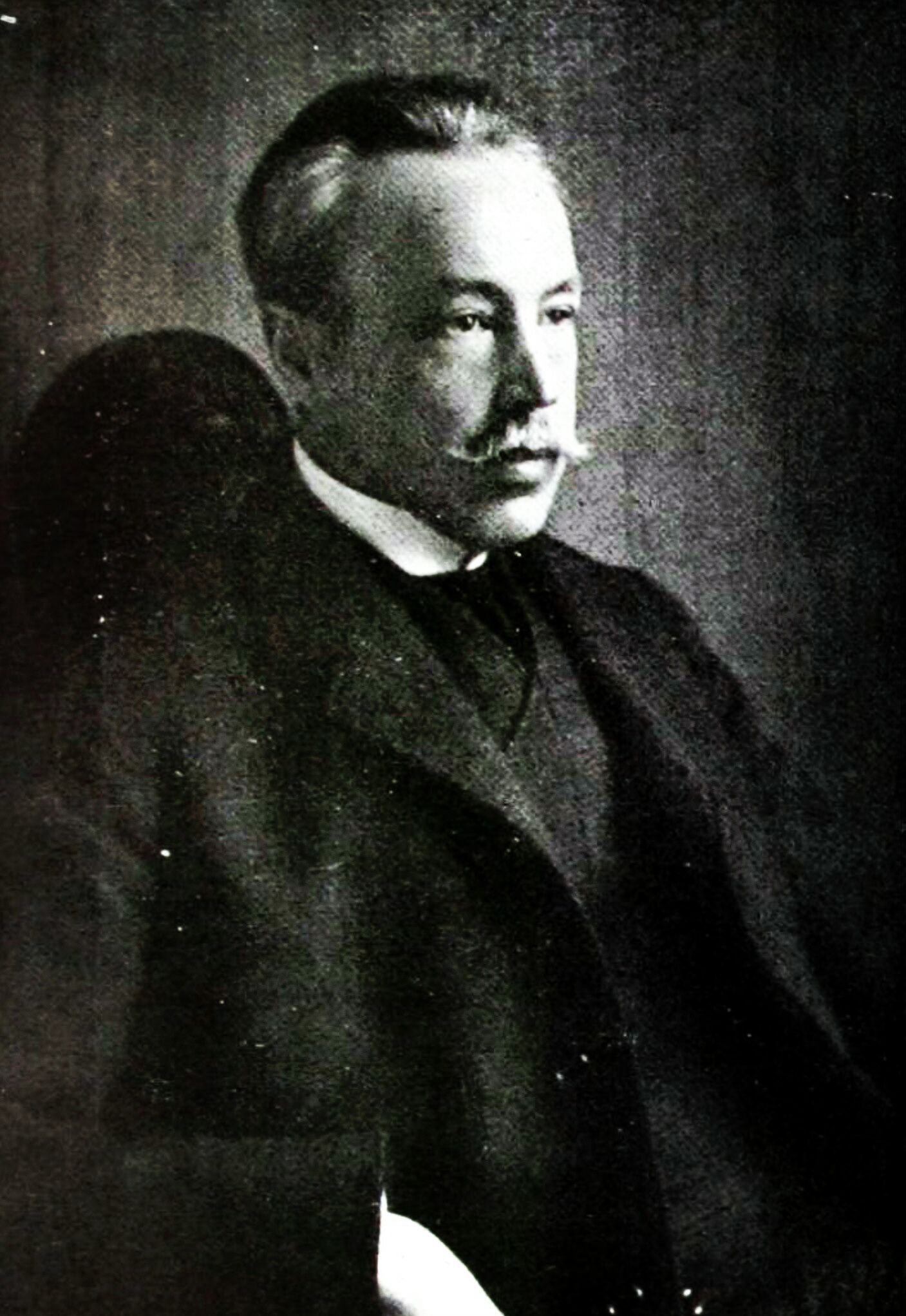
Julius Havemann

Julius Havemann (* 1. Oktober 1866 in Lübeck; † 30. August 1932 in Klempau) war ein deutscher Schriftsteller.

## Leben
Havemann stammte aus einer angesehenen Lübecker Kaufmannsfamilie. Sein Großvater war der Kaufmann und Senator Johann Joachim Havemann. Sein Vater Theodor Havemann (* 1817; † 25. März 1882) hatte Rechtswissenschaften studiert, war zum Dr. iur. promoviert worden und praktizierte als Rechtsanwalt in Lübeck. Julius Havemann besuchte das Katharineum zu Lübeck, das er zu Ostern 1887 mit dem Abitur abschloss.
Er studierte an den Universitäten Freiburg, München, Tübingen und Leipzig und lebte anschließend als freier Schriftsteller an verschiedenen Orten im Ausland (Schweiz, Österreich, Italien) und in Deutschland. Um 1901 war er in Berlin vorübergehend als Hilfsbibliothekar an der Königlichen Bibliothek tätig. 1911 kehrte er nach Lübeck in sein Elternhaus in der Hüxstraße 55 zurück. Er nahm als Freiwilliger am Ersten Weltkrieg teil.
Zu seinem fünfzigsten Geburtstag erhielt er vom Senat und Bürgermeister der Hansestadt Lübeck ein Geschenk in der Form der Veröffentlichung seiner Gedichte und eines Ehrensolds.
Am 23. Oktober 1926 wurde seine Komödie Schelmuffsky im Lübecker Stadttheater uraufgeführt.
1927 heiratet er, zu diesem Zeitpunkt schon 61 Jahre alt, Charlotte Metzger (* 15. September 1903; † 19. Januar 1978), die Tochter des Direktors der Lübecker Gewerbeschule Max Metzger. 1928 wird dem Paar ein Sohn, Michael Havemann, geboren. Die letzten Jahre seines Lebens wohnte die Familie in Klempau. 1929 erlitt er einen Schlaganfall, von dem er sich nicht wieder erholte. 1930 setzte sich Thomas Mann, dessen Werk Havemann 1909 in der konservativen Zeitschrift Eckart ausführlich besprochen und gewürdigt hatte, für ihn ein. Havemann starb verarmt und wurde in der Havemannschen Familiengruft auf dem Burgtorfriedhof beigesetzt.

## Werk
Zu seinem 60. Geburtstag noch gefeiert als „Lübecks Poet“, ist Julius Havemann heute ein vergessener und nicht mehr gelesener Schriftsteller. Letzte Erwähnung fand Havemann noch 1960 in der Anthologie „Der Turmhahn. Ein Lübecker Dichterbuch“, hrsg. von Paul Brockhaus, das „Kunde gibt vom dichterischen Schaffen in der alten Hansestadt“. Mit fünf Gedichten und einer kurzen Novelle sollte ihm und seinem dichterischen Schaffen ein Denkmal gesetzt werden. Ein Versuch, Havemann dem Vergessen zu entreissen, war ein Artikel von Heinz-Rainer Metzger im Feuilleton der Lübecker Nachrichten vom 1. Oktober 1976 anlässlich seines 110. Geburtstages.
Der Germanist Rudolf Majut sieht in Havemann einen „der bedeutendsten Erzähler auf dem Felde des historischen Romans“ und ihn „nicht minder groß auf dem der Charakter-Novelle“.

## Werke

### Romane
- Der Ruf des Lebens. Ein Roman aus der Zeit der Freiheitskriege. 2 Bände, Leipzig: Sarasin 1913
- Schönheit. Leipzig: Sarasin 1914
- Monsieur Francois. 1917
- Die Göttin der Vernunft. Leipzig: Grunow 1919
- Pilger durch die Nacht. 1926

### Novellen
- Perücke und Zopf. Berlin 1911 (3 Novellen)
- Am Brunnen. 1912
- Eigene Leute. 1913 und 1920
- Glücksritter. Berlin: Grote 1915
- Ruth Sydentop. Hamburg: Hermes 1919
- Dolores. Leipzig: Ph. Reclam jun. 1921
- Overbeck. Lübeck: Antäus-Verlag 1924 (über Christian Adolph Overbeck)
- Der Barbar und andere Novellen. Lübeck: O. Quitzow 1927

### Weitere Veröffentlichungen
- Deutsche Heldenjugend: Ein Weckruf zum heiligen Krieg. Leipzig: Sarasin 1915
- Gedichte. Hamburg: Janssen 1917
- Drei Märchen. 1922
- Geschichte der schönen Literatur in Lübeck. Lübeck: Westphal 1926 (Digitalisat)
- (posthum) Gedichte. Lübeck: Westphal o. J.

### Dramatische Stücke
- Schelmuffsky. Komödie, 1926
- Der Stein der Weisen. Festspiel, 1923
- Die Verheißung. Festspiel zur Eutiner Weberfeier, 1926

sowie eine Vielzahl von Zeitungs- und Zeitschriftenartikel in der Zeit von 1892 bis 1929.